# Katarina Srebotnik
Katarina Srebotnik (ur. 12 marca 1981 w Slovenj Gradcu) – słoweńska tenisistka, mistrzyni Wimbledonu 2011 w grze podwójnej oraz pięciu turniejów wielkoszlemowych w grze mieszanej, liderka rankingu WTA w grze podwójnej, reprezentantka Słowenii w Pucharze Federacji i na letnich igrzyskach olimpijskich. Tenisistka praworęczna z oburęcznym backhandem.

## Kariera tenisowa
Katarina Srebotnik w 1995 roku rozpoczęła występy w turniejach juniorskich Międzynarodowej Federacji Tenisowej. W 1998 wygrała grę pojedynczą dziewcząt na Wimbledonie, pokonując w finale Evę Dyrberg. Dwa miesiące później została wicemistrzynią US Open, pokonana w decydującym starciu przez Jelenę Dokić. Według notowań z dnia 31 grudnia 1997 zajmowała drugie miejsce w singlowym rankingu dziewcząt i trzecie w deblowym.
Status profesjonalnej tenisistki otrzymała w 1995 roku. W sezonie 1999 zadebiutowała w turnieju WTA w Estoril i już swój pierwszy występ w profesjonalnym cyklu rozgrywkowym zakończyła zdobyciem tytułu (jako czwarta kobieta w historii). Dzięki temu awansowała do czołowej setki rankingu WTA. W maju doszła do drugiej rundy swojego debiutu wielkoszlemowego we French Open, a w lipcu była w półfinale w Palermo. W lutym 2000 odnotowała półfinał w Tokio, gdzie ograła między innymi Ai Sugiyamę. Jej słabsze występy spowodowały jednak znaczny spadek rankingowy w grze pojedynczej. W lutym 2002 doszła do finału w Bogocie, który przegrała z Fabiolą Zuluagą, ale tydzień później triumfowała w Acapulco po finale z Paolą Suárez. W maju osiągnęła czwartą rundę French Open. Na koniec sezonu zagrała w półfinale w Luksemburgu. W 2003 została finalistką w Palermo, przegrała walkę o mistrzostwo z Dinarą Safiną.
Po niezbyt udanym roku 2004, w styczniu 2005 wygrała zmagania w Auckland, eliminując w finale Shinobu Asagoe. Następnie zagrała w ćwierćfinale w Antwerpii. W sierpniu wywalczyła mistrzostwo w Sztokholmie (finał z Anastasiją Myskiną) i zagrała w finale przed własną publicznością w Portorožu. W lipcu 2006 przegrała finał zawodów w Cincinnati z Wierą Zwonariową, ale 7 sierpnia awansowała na najwyższe w karierze, 20. miejsce w rankingu singlistek WTA. We wrześniu 2007 ponownie zagrała w finale z Portorožu, pokonana przez Tatianę Golovin. W kwietniu 2008 wystąpiła w półfinale w Pradze, finale w Strasburgu, ponownie w czwartej rundzie French Open oraz w półfinałach w Sztokholmie i Tokio. Od 2009 roku sporadycznie pojawiała się w turniejach gry pojedynczej, aż pod koniec 2010 ogłosiła, że przez dalszą część kariery chce skupić się na rozgrywkach deblowych i mikstowych, w których odnosiła znacznie większe sukcesy. W sumie wygrała cztery turnieje singlowe i odnotowała sześć finałów.
Katarina Srebotnik ma na koncie 36 wygranych imprez w grze podwójnej i przez dziesięć tygodni była liderką rankingu WTA deblistek. Jej zwycięska passa rozpoczęła się w 1998 turniejem w Makarskiej, gdzie triumfowała w parze z Tiną Križan. Potem wielokrotnie partnerowała swojej rodaczce i wspólnie wygrały jeszcze trzy turnieje. Pierwszy prestiżowy puchar w tej konkurencji zdobyła w sierpniu 2007, razem z Ai Sugiyamą zwyciężając w Toronto. W 2010 rozpoczęła współpracę z Květą Peschke i w czerwcu 2011 panie wygrały wspólnie wielkoszlemowy Wimbledon, ogrywając w finale Sabine Lisicki i Samanthę Stosur. Był to ich szósty wspólny zwycięski turniej. Dzięki temu Srebotnik zastąpiła Flavię Pennettę na pierwszym miejscu deblowej listy WTA. Słowenka czterokrotnie dochodziła do finałów zawodów Wielkiego Szlema, w parze z Peschke, Sugiyamą i Safiną; nie zagrała jedynie w finale Australian Open. Trzykrotnie przegrywała też finały Mistrzostw WTA w deblu: w 2007 z Sugiyamą w Madrycie, a także w 2010 w Dosze oraz 2011 w Stambule z Peschke.
Katarina Srebotnik ma na koncie pięć tytułów wielkoszlemowych w grze mieszanej; do skompletowania karierowego Wielkiego Szlema brakuje jej jednak korony wimbledońskiej. Trzykrotnie wygrywała French Open: w 1999 z Pietem Norvalem, w 2006 i 2010 z Nenadem Zimonjiciem, po razie Australian Open (w 2011 z Danielem Nestorem) i US Open (w 2003 z Bobem Bryanem). Ponadto sześciokrotnie była w finałach tej konkurencji, w Roland Garros 2007, 2008, 2011, Wimbledonie 2008 i US Open 2002, 2005.
Od 1997 roku reprezentuje Słowenię w rozgrywkach o Puchar Federacji. W 2005 walczyła o półfinał Grupy Światowej z reprezentantkami Rosji, ale Słowenki przegrały aż 0-5.
Katarina Srebotnik reprezentowała Słowenię na letnich igrzyskach olimpijskich w Sydney, Atenach i Londynie. W grze pojedynczej zaszła najdalej do drugiej rundy, w grze podwójnej wygrała jedno spotkanie.

## Życie prywatne
Katarina Srebotnik jest córką Jože i Zlatki Srebotników. Ma starszą siostrę Urškę, która w 2005 roku wyszła za mąż. Zdrobniale nazywana Kata. Lubi słuchać muzyki, czytać książki, oglądać filmy, spotykać się z przyjaciółmi.

## Historia występów wielkoszlemowych
Legenda
     W, wygrany turniej
     F, przegrana w finale
     SF, przegrana w półfinale
     QF, przegrana w ćwierćfinale
     xR, przegrana w x rundzie
     Qx, przegrana w x rundzie kwalifikacji
     A, brak startu
     NH, turniej nie odbył się

### Występy w grze pojedynczej
| Australian Open        | A   | A   | A   | A  | 1R  | A  | 2R | 3R | 1R | 1R | 2R | 3R | 3R | A   | A   | 0 / 8  | 8 – 8   |  |  |  |  |  |  |  |  |  |
| French Open            | A   | A   | A   | 2R | 2R  | 2R | 4R | 2R | 3R | 1R | 3R | 3R | 4R | A   | 1R  | 0 / 11 | 16 – 11 |  |  |  |  |  |  |  |  |  |
| Wimbledon              | A   | A   | A   | 1R | 1R  | A  | 1R | 2R | 2R | 3R | 3R | 3R | 1R | A   | A   | 0 / 9  | 8 – 9   |  |  |  |  |  |  |  |  |  |
| US Open                | A   | A   | A   | 1R | 1R  | 2R | 2R | 2R | 2R | 2R | 3R | 2R | 4R | 1R  | A   | 0 / 11 | 11 – 11 |  |  |  |  |  |  |  |  |  |
|                        |     |     |     |    |     |    |    |    |    |    |    |    |    |     |     |        |         |  |  |  |  |  |  |  |  |  |
| Ranking na koniec roku | 530 | 308 | 370 | 63 | 119 | 98 | 36 | 39 | 87 | 28 | 23 | 27 | 20 | 424 | 316 | 0 / 39 | 43 – 39 |  |  |  |  |  |  |  |  |  |

### Występy w grze podwójnej
| Turniej                | 1996 | 1997 | 1998 | 1999 | 2000 | 2001 | 2002 | 2003 | 2004 | 2005 | 2006 | 2007 | 2008 | 2009 | 2010 | 2011 | 2012 | 2013 | 2014 | 2015 | 2016 | 2017 | 2018 | 2019 | 2020 | Tytuły | Z–P      |
| ---------------------- | ---- | ---- | ---- | ---- | ---- | ---- | ---- | ---- | ---- | ---- | ---- | ---- | ---- | ---- | ---- | ---- | ---- | ---- | ---- | ---- | ---- | ---- | ---- | ---- | ---- | ------ | -------- |
| Australian Open        | A    | A    | A    | A    | 1R   | 2R   | QF   | 1R   | 3R   | 3R   | SF   | 3R   | 2R   | A    | A    | SF   | 2R   | 3R   | SF   | 3R   | 2R   | 3R   | 3R   | QF   | 1R   | 0 / 19 | 36 – 19  |
| French Open            | A    | A    | 2R   | 3R   | 2R   | 1R   | 1R   | 2R   | 2R   | QF   | 1R   | F    | 2R   | A    | F    | QF   | QF   | SF   | QF   | 3R   | 3R   | 2R   | QF   | 2R   | 1R   | 0 / 22 | 42 – 22  |
| Wimbledon              | A    | A    | 2R   | SF   | 1R   | 2R   | QF   | 2R   | 1R   | 3R   | 1R   | F    | 2R   | A    | QF   | W    | 2R   | QF   | 1R   | 2R   | 1R   | 1R   | 3R   | 1R   | NH   | 1 / 21 | 34 – 20  |
| US Open                | A    | A    | 1R   | 2R   | 2R   | QF   | 1R   | 3R   | 2R   | 3R   | F    | QF   | SF   | 2R   | 3R   | QF   | 1R   | QF   | QF   | QF   | QF   | 1R   | 1R   | 1R   | A    | 0 / 22 | 40 – 22  |
|                        |      |      |      |      |      |      |      |      |      |      |      |      |      |      |      |      |      |      |      |      |      |      |      |      |      |        |          |
| Ranking na koniec roku | 453  | 200  | 77   | 26   | 33   | 20   | 30   | 38   | 49   | 25   | 7    | 4    | 4    | 123  | 6    | 2    | 16   | 6    | 10   | 14   | 27   | 35   | 22   | 58   |      | 1 / 84 | 152 – 83 |

### Występy w grze mieszanej
| Turniej         | 1996 | 1997 | 1998 | 1999 | 2000 | 2001 | 2002 | 2003 | 2004 | 2005 | 2006 | 2007 | 2008 | 2009 | 2010 | 2011 | 2012 | 2013 | 2014 | 2015 | 2016 | 2017 | 2018 | 2019 | 2020 | Tytuły | Z–P      |
| --------------- | ---- | ---- | ---- | ---- | ---- | ---- | ---- | ---- | ---- | ---- | ---- | ---- | ---- | ---- | ---- | ---- | ---- | ---- | ---- | ---- | ---- | ---- | ---- | ---- | ---- | ------ | -------- |
| Australian Open | A    | A    | A    | A    | 1R   | 1R   | QF   | 1R   | 1R   | 2R   | 1R   | A    | A    | A    | A    | W    | A    | 2R   | QF   | QF   | QF   | 1R   | A    | 1R   | A    | 1 / 14 | 20 – 13  |
| French Open     | A    | A    | A    | W    | 2R   | 1R   | SF   | QF   | QF   | 2R   | W    | F    | F    | A    | W    | F    | 2R   | QF   | QF   | SF   | 1R   | 2R   | SF   | A    | NH   | 3 / 19 | 60 – 16  |
| Wimbledon       | A    | A    | A    | 3R   | 1R   | 3R   | QF   | A    | A    | 3R   | QF   | A    | F    | A    | 3R   | 3R   | SF   | SF   | 2R   | QF   | QF   | 2R   | SF   | 2R   | NH   | 0 / 17 | 41 – 17  |
| US Open         | A    | A    | A    | 1R   | 1R   | 1R   | F    | W    | A    | F    | 2R   | A    | QF   | A    | 2R   | 2R   | 1R   | 2R   | QF   | 1R   | 1R   | A    | 2R   | A    | NH   | 1 / 16 | 27 – 15  |
|                 |      |      |      |      |      |      |      |      |      |      |      |      |      |      |      |      |      |      |      |      |      |      |      |      |      |        |          |
|                 |      |      |      |      |      |      |      |      |      |      |      |      |      |      |      |      |      |      |      |      |      |      |      |      |      | 5 / 66 | 148 – 61 |

## Finały turniejów WTA
| Legenda                     | Legenda |
| --------------------------- | ------- |
| Wielki Szlem                |         |
| Igrzyska olimpijskie        |         |
| WTA Tour Championships      |         |
| 1988 – 2008                 |         |
| Kategoria I                 |         |
| Kategoria II                |         |
| Kategoria III               |         |
| Kategoria IV                |         |
| Kategoria V                 |         |
| 2009 – 2020                 |         |
| WTA Premier Mandatory       |         |
| WTA Premier 5               |         |
| WTA Premier                 |         |
| WTA International Series    |         |
| WTA 125K series (2012–2020) |         |

### Gra pojedyncza 10 (4–6)
| Końcowy wynik | Nr | Data             | Turniej    | Nawierzchnia | Przeciwniczka           | Wynik finału     |
| ------------- | -- | ---------------- | ---------- | ------------ | ----------------------- | ---------------- |
| Zwyciężczyni  | 1. | 11 kwietnia 1999 | Estoril    | Ceglana      | Rita Kuti-Kis           | 6:3, 6:1         |
| Finalistka    | 1. | 24 lutego 2002   | Bogota     | Ceglana      | Fabiola Zuluaga         | 1:6, 4:6         |
| Zwyciężczyni  | 2. | 3 marca 2002     | Acapulco   | Ceglana      | Paola Suárez            | 6:7(1), 6:4, 6:2 |
| Finalistka    | 2. | 13 lipca 2003    | Palermo    | Ceglana      | Dinara Safina           | 3:6, 4:6         |
| Zwyciężczyni  | 3. | 9 stycznia 2005  | Auckland   | Twarda       | Shinobu Asagoe          | 5:7, 7:5, 6:4    |
| Zwyciężczyni  | 4. | 14 sierpnia 2005 | Sztokholm  | Twarda       | Anastasija Myskina      | 7:5, 6:2         |
| Finalistka    | 3. | 25 września 2005 | Portorož   | Twarda       | Klára Koukalová         | 2:6, 6:4, 3:6    |
| Finalistka    | 4. | 23 lipca 2006    | Cincinnati | Twarda       | Wiera Zwonariowa        | 2:6, 4:6         |
| Finalistka    | 5. | 22 września 2007 | Portorož   | Twarda       | Tatiana Golovin         | 6:2, 4:6, 4:6    |
| Finalistka    | 6. | 25 maja 2008     | Strasburg  | Ceglana      | Anabel Medina Garrigues | 6:4, 6:7(4), 0:6 |

### Gra mieszana 11 (5–6)
| Końcowy wynik | Nr | Data             | Turniej         | Nawierzchnia | Partner        | Przeciwnicy                        | Wynik finału      |
| ------------- | -- | ---------------- | --------------- | ------------ | -------------- | ---------------------------------- | ----------------- |
| Zwyciężczyni  | 1. | 5 czerwca 1999   | French Open     | Ceglana      | Piet Norval    | Łarysa Neiland Rick Leach          | 6:3, 3:6, 6:3     |
| Finalistka    | 1. | 7 września 2002  | US Open         | Twarda       | Bob Bryan      | Lisa Raymond Mike Bryan            | 6:7(9), 6:7(1)    |
| Zwyciężczyni  | 2. | 6 września 2003  | US Open         | Twarda       | Bob Bryan      | Lina Krasnorucka Daniel Nestor     | 5:7, 7:5, 10–5    |
| Finalistka    | 2. | 10 września 2005 | US Open         | Twarda       | Nenad Zimonjić | Daniela Hantuchová Mahesh Bhupathi | 4:6, 2:6          |
| Zwyciężczyni  | 3. | 11 czerwca 2006  | French Open     | Ceglana      | Nenad Zimonjić | Jelena Lichowcewa Daniel Nestor    | 3:6, 4:6          |
| Finalistka    | 3. | 10 czerwca 2007  | French Open     | Ceglana      | Nenad Zimonjić | Nathalie Dechy Andy Ram            | 5:7, 3:6          |
| Finalistka    | 4. | 7 czerwca 2008   | French Open     | Ceglana      | Nenad Zimonjić | Wiktoryja Azaranka Bob Bryan       | 2:6, 6:7(4)       |
| Finalistka    | 5. | 6 lipca 2008     | Wimbledon       | Trawiasta    | Mike Bryan     | Samantha Stosur Bob Bryan          | 5:7, 4:6          |
| Zwyciężczyni  | 4. | 6 czerwca 2010   | French Open     | Ceglana      | Nenad Zimonjić | Jarosława Szwiedowa Julian Knowle  | 4:6, 7:6(5), 11–9 |
| Zwyciężczyni  | 5. | 29 stycznia 2011 | Australian Open | Twarda       | Daniel Nestor  | Chan Yung-jan Paul Hanley          | 6:3, 3:6, 10–7    |
| Finalistka    | 6. | 4 czerwca 2011   | French Open     | Ceglana      | Nenad Zimonjić | Casey Dellacqua Scott Lipsky       | 6:7(6), 6:4, 7–10 |

## Występy w Turnieju Mistrzyń

### W grze podwójnej
| Rok  | Rezultat     | Partnerka         | Przeciwniczki                                                                                           | Wynik                               |
| 2001 | Ćwierćfinał  | Tina Križan       | Lisa Raymond Samantha Stosur                                                                            | 3:6, 4:6                            |
| 2002 | Ćwierćfinał  | Tina Križan       | Jelena Diemientjewa Janette Husárová                                                                    | 3:6, 6:4, 2:6                       |
| 2007 | Finał        | Ai Sugiyama       | Cara Black Liezel Huber                                                                                 | 7:5, 3:6, 8–10                      |
| 2008 | Półfinał     | Ai Sugiyama       | Květa Peschke Rennae Stubbs                                                                             | 3:6, 6:2, 4–10                      |
| 2010 | Finał        | Květa Peschke     | Gisela Dulko Flavia Pennetta                                                                            | 5:7, 4:6                            |
| 2011 | Finał        | Květa Peschke     | Liezel Huber Lisa Raymond                                                                               | 4:6, 4:6                            |
| 2013 | Półfinał     | Nadieżda Pietrowa | Hsieh Su-wei Peng Shuai                                                                                 | 6:7(5), 2:6                         |
| 2014 | Półfinał     | Květa Peschke     | Cara Black Sania Mirza                                                                                  | 6:4, 5:7, 9–11                      |
| 2015 | Faza grupowa | Caroline Garcia   | Chan Hao-ching Chan Yung-jan Lucie Šafářová Bethanie Mattek-Sands Garbiñe Muguruza Carla Suárez Navarro | 4:6, 6:7(5) 6:2, 3:0 krecz 5:7, 2:6 |

## Finały turniejów ITF
| turnieje z pulą nagród 100 000 $   |
| turnieje z pulą nagród 75/80 000 $ |
| turnieje z pulą nagród 50/60 000 $ |
| turnieje z pulą nagród 25 000 $    |
| turnieje z pulą nagród 15 000 $    |
| turnieje z pulą nagród 10 000 $    |

### Gra pojedyncza 8 (6–2)
| Rezultat     | Data       | Turniej         | Naw.    | Przeciwniczka         | Wynik         |
| Zwyciężczyni | 24/11/1996 | Ismailia        | Ceglana | Nina Schwarz          | 7:5, 7:6(3)   |
| Finalistka   | 21/09/1997 | Biograd         | Ceglana | Ľudmila Cervanová     | 4:6, 2:6      |
| Zwyciężczyni | 28/09/1997 | Zadar           | Ceglana | Jelena Kostanić       | 4:6, 6:4, 6:4 |
| Finalistka   | 02/11/1997 | Ramat ha-Szaron | Twarda  | Adriana Serra Zanetti | 4:6, 2:6      |
| Finalistka   | 12/04/1998 | Dubrownik       | Ceglana | Nadieżda Pietrowa     | 4:6, 5:7      |
| Zwyciężczyni | 27/09/1998 | Szybenik        | Ceglana | Eszter Molnár         | 6:1, 6:2      |
| Zwyciężczyni | 07/03/1999 | Dubaj           | Twarda  | Anne Kremer           | 6:1, 6:1      |
| Zwyciężczyni | 09/05/1999 | Bratysława      | Ceglana | Kristie Boogert       | 6:3, 6:1      |
| Zwyciężczyni | 05/08/2001 | Lexington       | Twarda  | Sabine Klaschka       | 6:4, 7:5      |

### Gra podwójna 22 (19–3)
| Rezultat     | Data       | Turniej         | Naw.            | Partnerka          | Przeciwniczki                           | Wynik            |
| Finalistka   | 17/11/1996 | Kair            | Ceglana         | Jessica Steck      | Maaike Koutstaal Andrea Van Den Hurk    | walkower         |
| Zwyciężczyni | 24/11/1996 | Ismailia        | Ceglana         | Teodora Nedeva     | Shiri Burstein Debby Haak               | 6:4, 6:4         |
| Finalistka   | 03/08/1997 | Lexington       | Twarda          | Kaoru Shibata      | Elly Hakami Danielle Jones              | 2:6, 5:7         |
| Zwyciężczyni | 21/09/1997 | Biograd         | Ceglana         | Jelena Kostanić    | Katia Altilia Charlotte Aagaard         | 6:4, 6:2         |
| Zwyciężczyni | 28/09/1997 | Zadar           | Ceglana         | Jelena Kostanić    | Yvette Basting Susanne Trik             | 7:5, 7:5         |
| Finalistka   | 02/11/1997 | Ramat ha-Szaron | Twarda          | Petra Rampre       | Kirstin Freye Hila Rosen                | 6:1, 6:1         |
| Zwyciężczyni | 15/02/1998 | Rogaška Slatina | Dywanowa (hala) | Tina Križan        | Tina Pisnik Miriam Schnitzer            | 6:0, 6:3         |
| Zwyciężczyni | 29/03/1998 | Makarska        | Ceglana         | Jelena Kostanić    | Ľudmila Cervanová Zuzana Váleková       | 6:3, 6:1         |
| Zwyciężczyni | 12/04/1998 | Hvar            | Ceglana         | Jelena Kostanić    | Antoaneta Pandjerova Helena Vildová     | 7:5, 6:3         |
| Zwyciężczyni | 10/05/1998 | Cardiff         | Ceglana         | Liezel Huber       | Nancy Feber Petra Langrová              | 6:4, 6:3         |
| Zwyciężczyni | 17/05/1998 | Porto           | Ceglana         | Nancy Feber        | Surina De Beer Rebecca Jensen           | 5:7, 6:1, 6:4    |
| Zwyciężczyni | 20/09/1998 | Otočec          | Ceglana         | Jasmin Wöhr        | Nóra Köves Dragana Zarić                | 6:2, 6:3         |
| Zwyciężczyni | 27/09/1998 | Szybenik        | Ceglana         | Marijana Kovačević | Olga Vymetálková Blanka Kumbárová       | 6:3, 6:1         |
| Zwyciężczyni | 22/11/1998 | Buenos Aires    | Ceglana         | Seda Noorlander    | Eva Bes Ma. Fernanda Landa              | 7:6(5), 6:3      |
| Zwyciężczyni | 29/11/1998 | Lima            | Ceglana         | Zuzana Váleková    | Alice Canepa Conchita Martínez Granados | 6:7(4), 7:5, 6:4 |
| Zwyciężczyni | 06/12/1998 | Bogota          | Ceglana         | Zuzana Váleková    | Mariana Mesa Pineda Fabiola Zuluaga     | 6:3, 6:4         |
| Zwyciężczyni | 13/12/1998 | Cali            | Ceglana         | Zuzana Váleková    | Laura Montalvo Alicia Ortuño            | 2:6, 6:3, 6:2    |
| Zwyciężczyni | 17/01/1999 | Miami           | Twarda          | Zuzana Váleková    | Olga Vymetálková Gabriela Chmelinová    | 4:6, 6:4, 7:5    |
| Zwyciężczyni | 24/01/1999 | Boca Raton      | Twarda          | Zuzana Váleková    | Dawn Buth Rebecca Jensen                | 4:6, 6:4, 6:1    |
| Zwyciężczyni | 03/02/1999 | Clearwater      | Twarda          | Zuzana Váleková    | Karin Miller Jean Okada                 | 6:2, 6:0         |
| Zwyciężczyni | 14/02/1999 | Rogaška Slatina | Dywanowa (hala) | Tina Križan        | Swetłana Kriwenczewa Eva Martincová     | 7:5, 6:2         |
| Zwyciężczyni | 09/05/1999 | Bratysława      | Ceglana         | Tina Križan        | Lenka Němečková Radka Zrubáková         | 6:1, 6:3         |

## Występy w igrzyskach olimpijskich

### Gra pojedyncza
| Runda                                                                      | Przeciwniczka                    | Wynik         |  |
| -------------------------------------------------------------------------- | -------------------------------- | ------------- |  |
|                                                                            |                                  |               |  |
| Letnie Igrzyska Olimpijskie w Sydney 2000, reprezentując państwo Słowenia  |                                  |               |  |
| I runda                                                                    | Słowacja: Karina Habšudová       | 3:6, 6:7(7)   |  |
|                                                                            |                                  |               |  |
| Letnie Igrzyska Olimpijskie w Atenach 2004, reprezentując państwo Słowenia |                                  |               |  |
| I runda                                                                    | Hiszpania: María Sánchez Lorenzo | 6:3, 0:6, 6:4 |  |
| II runda                                                                   | Australia: Alicia Molik          | 5:7, 4:6      |  |

### Gra podwójna
| Runda                                                                       | Partnerka       | Przeciwniczki                                    | Wynik            |
| --------------------------------------------------------------------------- | --------------- | ------------------------------------------------ | ---------------- |
|                                                                             |                 |                                                  |                  |
| Letnie Igrzyska Olimpijskie w Sydney 2000, reprezentując państwo Słowenia   |                 |                                                  |                  |
| I runda                                                                     | Tina Križan [7] | Rosja: Jelena Lichowcewa / Anastasija Myskina    | 6:7(4), 3:6      |
|                                                                             |                 |                                                  |                  |
| Letnie Igrzyska Olimpijskie w Atenach 2004, reprezentując państwo Słowenia  |                 |                                                  |                  |
| I runda                                                                     | Tina Križan     | Francja: Nathalie Dechy / Sandrine Testud        | 5:7, 3:6         |
|                                                                             |                 |                                                  |                  |
| Letnie Igrzyska Olimpijskie w Londynie 2012, reprezentując państwo Słowenia |                 |                                                  |                  |
| I runda                                                                     | Andreja Klepač  | Gruzja: Margalita Czachnaszwili / Ana Tatiszwili | 7:6(0), 3:6, 6:2 |
| II runda                                                                    | Andreja Klepač  | Włochy: Sara Errani / Roberta Vinci [2]          | 5:7, 6:4, 4:6    |

## Finały juniorskich turniejów wielkoszlemowych

### Gra pojedyncza (2)
| Końcowy wynik | Rok  | Turniej   | Nawierzchnia | Przeciwniczka | Wynik finału |
| Zwyciężczyni  | 1998 | Wimbledon | Trawiasta    | Kim Clijsters | 7:6(3), 6:3  |
| Finalistka    | 1998 | US Open   | Twarda       | Jelena Dokić  | 4:6, 2:6     |

### Gra podwójna (3)
| Końcowy wynik | Rok  | Turniej     | Nawierzchnia | Partnerka     | Przeciwniczki                | Wynik finału  |
| Finalistka    | 1996 | US Open     | Twarda       | Petra Rampre  | Surina de Beer Jessica Steck | 4:6, 3:6      |
| Finalistka    | 1997 | French Open | Ceglana      | Maja Matevžič | Cara Black Irina Sielutina   | 0:6, 7:5, 5:7 |
| Finalistka    | 1997 | Wimbledon   | Trawiasta    | Maja Matevžič | Cara Black Irina Sielutina   | 6:3, 5:7, 3:6 |